# Eutelsat 4B
O Eutelsat 4B (anteriormente chamado de Hotbird 5, Eurobird 2, Arabsat 2D, Badr 2 e Eutelsat 25A) foi um satélite de comunicação geoestacionário construído pela Matra Marconi Space (posterior EADS Astrium Satellites) que, no final de sua vida útil, ele esteve localizado na posição orbital de 4 graus de longitude leste e era operado pela Eutelsat. O satélite foi baseado na plataforma Eurostar-2000+ e sua vida útil estimada era de 12 anos.

## História
Primeiro ele foi colocado na posição orbital em 13 graus leste e foi denominado de Hotbird 5. Mais tarde, o satélite foi transferido para 33 graus leste, e em seguida, ele foi transferido para a posição orbital de 25,5 graus leste, em novembro de 2002, após a colocação do satélite Hotbird 6. A capacidade total do satélite é então alugado pelo operador de satélites Arabsat, que o nomeou de Badr-2 ou Arabsat 2D. Esse contrato expirou em abril de 2007.
Por fim o satélite foi deslocado para a posição orbital de 4 (3,9) graus leste e mais uma vez ele foi renomeado desta vez para Eutelsat 4B, e o mesmo foi colocado em uma órbita inclinada, onde permaneceu até o fim de sua vida.
A partir de julho de 1999, o satélite passou a ter problemas com seus painéis solares, razão pela qual apenas 16 transponders podiam ser usados.

## Lançamento
O satélite foi lançado com sucesso ao espaço no dia 9 de outubro de 1998, às 22:50 UTC, por meio de um veículo Atlas IIA a partir da Estação da Força Aérea de Cabo Canaveral, na Flórida, EUA. Ele tinha uma massa de lançamento de 2.995 kg.

## Capacidade
O Eutelsat 4B era equipado com 20 transponders de banda Ku, (mas apenas 16 podiam ser usados simultaneamente) para fornecer serviços de negócios, captação de notícias por satélite e de televisão e distribuição de programa de rádio.
Por causa de um defeito das células solares, o satélite perdeu em julho de 1999, cerca de 10% da sua potência.

## Cobertura
Ele tinha dois feixes, um feixe largo que cobria o leste do Mediterrâneo e um grande feixe de cobertura, que transmitia principalmente, para a Líbia, Egito e Turquia. Ele era equipado com três unidades Skyplex, permitindo a multiplexação a bordo do satélite.